# Ernest Nowak
Ernest Piotr Nowak (ur. 25 czerwca 1975 w Lesku) – polski samorządowiec, od 2010 burmistrz Miasta i Gminy Zagórz.

## Życiorys
Urodził się 25 czerwca 1975 w Lesku jako syn Stanisława i Wiesławy. Ukończył studia psychologii na Wydziale Filozofii Chrześcijańskiej Uniwersytetu Kardynała Stefana Wyszyńskiego w Warszawie. Ponadto został absolwentem studiów podyplomowych z zakresu zarządzania jakością w administracji publicznej, zarządzania funduszami Unii Europejskiej, audytów, ochrony danych osobowych oraz zarządzania oświatą na Uniwersytecie Jagiellońskim, Uniwersytecie Warszawskim, Uniwersytecie Rzeszowskim i Wyższej Szkole Zarządzania i Administracji w Zamościu, a w 2014 Akademii Liderów Samorządowych na Uniwersytecie Warszawskim. 
W wyborach samorządowych 2006 uzyskał mandat Rady Powiatu Sanockiego startując z listy KW Stowarzyszenie „Wiara – Tradycja – Rozwój”. W 2010 został wybrany na urząd burmistrza miasta i gminy Zagórz, otrzymując w I turze 51.42% głosów. Reelekcję uzyskiwał w kolejnych wyborach: 2014 (100% głosów; nie miał kontrkandydata), 2018 (w II turze zdobył 71.77% głosów) i w 2024 (I w turze zdobył 55,91% głosów).

## Odznaczenia i wyróżnienia
- Srebrny Krzyż Zasługi (2022)[2]
- Srebrny Medal „Za zasługi dla obronności kraju” (2021)[2]
- Brązowy Medal „Za zasługi dla obronności kraju” (2015)[2]
- Brązowy Medal za Zasługi dla Policji (2018)[2]
- Brązowy Medal „Za Zasługi dla Pożarnictwa” (2016)[2]
- Podkarpacka Nagroda Samorządowa dla Najlepszego Burmistrza w Województwie Podkarpackim (2012, 2020)[2]